# Abierto Mexicano Telcel 2024
Abierto Mexicano Telcel 2024 var den 31:a upplagan av Abierto Mexicano Telcel, en tennisturnering i Acapulco i Mexiko. Turneringen var en ATP 500-turnering på ATP-touren 2024 och spelades utomhus på hard court mellan den 26 februari och 2 mars 2024.

## Mästare

### Singel
- Alex de Minaur besegrade  Casper Ruud, 6–4, 6–4

### Dubbel
- Hugo Nys /  Jan Zieliński besegrade  Santiago González /  Neal Skupski, 6–3, 6–2

## Tävlande i singel

### Seedning
| Land       | Spelare            | Ranking1 | Seedning |
| ---------- | ------------------ | -------- | -------- |
| Tyskland   | Alexander Zverev   | 6        | 1        |
| Danmark    | Holger Rune        | 7        | 2        |
| Australien | Alex de Minaur     | 9        | 3        |
| USA        | Taylor Fritz       | 10       | 4        |
| Grekland   | Stefanos Tsitsipas | 11       | 5        |
| Norge      | Casper Ruud        | 12       | 6        |
| USA        | Tommy Paul         | 14       | 7        |
| USA        | Frances Tiafoe     | 15       | 8        |

- 1 Rankingen är per den 19 februari 2024.[2]

### Övrig spelarinformation
Följande spelare fick ett wild card till turneringen:
- Ernesto Escobedo
- Rodrigo Pacheco Méndez
- Diego Schwartzman

Följande spelare kvalificerade sig genom kvalturneringen:
- Térence Atmane
- Flavio Cobolli
- Aleksandar Kovacevic
- Michael Mmoh

Följande spelare kvalificerade sig som lucky loser:
- Yoshihito Nishioka

### Spelare som dragit sig ur
- Grigor Dimitrov → ersatt av  Daniel Altmaier
- Laslo Djere → ersatt av  Dušan Lajović
- Mackenzie McDonald → ersatt av  Jack Draper
- Cameron Norrie → ersatt av  Yoshihito Nishioka

## Tävlande i dubbel

### Seedning
| Land       | Spelare           | Land           | Spelare       | Rank1 | Seedning |
| ---------- | ----------------- | -------------- | ------------- | ----- | -------- |
| Mexiko     | Santiago González | Storbritannien | Neal Skupski  | 17    | 1        |
| Monaco     | Hugo Nys          | Polen          | Jan Zieliński | 49    | 2        |
| Australien | Rinky Hijikata    | Storbritannien | Joe Salisbury | 60    | 3        |
| Frankrike  | Sadio Doumbia     | Frankrike      | Fabien Reboul | 69    | 4        |

- 1 Rankingen är per den 19 februari 2024.

### Övrig spelarinformation
Följande dubbelpar fick ett wild card till turneringen:
- Guido Andreozzi /  Miguel Ángel Reyes-Varela
- Petros Tsitsipas /  Stefanos Tsitsipas

Följande dubbelpar kvalificerade sig genom kvalturneringen:
- Dan Evans /  Henry Patten

Följande dubbelpar kvalificerade sig som lucky losers:
- Emiliano Aguilera /  Manuel Sánchez
- Hans Hach Verdugo /  Luis David Martínez

### Spelare som dragit sig ur
- Laslo Djere /  Sebastian Ofner → ersatt av  William Blumberg /  Casper Ruud
- Rinky Hijikata /  Joe Salisbury → ersatt av  Hans Hach Verdugo /  Luis David Martínez
- Kevin Krawietz /  Tim Pütz → ersatt av  Romain Arneodo /  Sam Weissborn
- Mackenzie McDonald /  Ben Shelton → ersatt av  Gonzalo Escobar /  Aleksandr Nedovjesov
- Max Purcell /  Jordan Thompson → ersatt av  Emiliano Aguilera /  Manuel Sánchez